# Lamina midollare interna
La lamina midollare interna è una sottile lamina di sostanza bianca, disposta sagittalmente entro il talamo, che, insieme alla lamina midollare esterna, forma la sostanza bianca intratalamica.
Molto più spessa della lamina midollare esterna, quella interna si trova nel pieno spessore del talamo. Anteriormente e verso l'alto si scompone in due lamine divaricanti così da presentare una forma ad Y nelle sezioni orizzontali.
Suddivide i nuclei talamici in tre grandi gruppi: anteriori, laterali, mediali.